# Wydział Teologii Katolickiej Uniwersytetu Warszawskiego
Wydział Teologii Katolickiej Uniwersytetu Warszawskiego – istniejąca w latach 1816–1831, 1918–1939 i 1945–1954 jednostka organizacyjna Uniwersytetu Warszawskiego. W 1954 uchwałą Rady Ministrów usunięta z tej uczelni. W oparciu o nią, a także o Wydział Teologiczny Uniwersytetu Jagiellońskiego, utworzono Akademię Teologii Katolickiej w Warszawie.

## Historia
Okres Królestwa Polskiego
Powstał wraz z Uniwersytetem Warszawskim w 1816. Zatwierdził go bullą z 3 października 1818 papież Pius VII. W 1831 zamknięty został Uniwersytet Warszawski, a wraz z nim także Wydział Teologiczny.
Okres II Rzeczypospolitej
Wydział zaistniał na nowo 10 maja 1918 po wznowieniu działalności Uniwersytetu w roku 1915
.
Jego sytuację regulowało rozporządzenie Ministerstwa Wyznań Religijnych i Oświecenia Publicznego z 1918. 4 kwietnia 1920 został zatwierdzony przez papieża Benedykta XV. W roku akademickim 1920/1921 otrzymał nazwę: Wydział Teologii Katolickiej.
Przed wybuchem wojny (rok akademicki 1938/39) w Wydziale pracowało 20 wykładowców Posiadał on wówczas 14 katedr i 3 sekcje teologiczne: biblijno-dogmatyczną, historyczno-prawną i teologiczno-filozoficzną.
Okres okupacji hitlerowskiej
W czasie okupacji Wydział prowadził tajne nauczanie.
Okres Polski Ludowej
Po II wojnie światowej wznowił działalność jesienią 1945. Na fali zmian powodowanych przez stalinizm został zlikwidowany. Jego usunięcie z Uniwersytetu nastąpiło jednocześnie z likwidacją istniejącego od 1920 Wydziału Teologii Ewangelickiej tej Uczelni Kontynuatorem tradycji i dorobku Wydziału Teologii Katolickiej UW jest Wydział Teologiczny UKSW.

## Dziekani (lista niepełna)
- w XIX wieku - ks. Wojciech Szweykowski
- 1918–1919 - ks. Antoni Szlagowski
- 1926-1927 - ks. Zygmunt Kozubski / Jan Stawarczyk[5]
- 1930-1931 - ks. Zygmunt Kozubski
- 1932-1933 - ks. Józef Bromski
- 1933-1934 – ks. Wincenty Kwiatkowski
- 1953-1954 - ks. Jan Czuj

Trzykrotnie dziekanem wydziału był ks. Ignacy Grabowski.